# Wittmund
Wittmund è una città di 20 433 abitanti della Bassa Sassonia in Germania.

È il capoluogo, e il centro maggiore, del circondario (Landkreis) omonimo (targa WTM).
La chiesa di Santa Maria, in località Buttforde, conserva un pregevole organo monumentale.

## Geografia antropica

### Suddivisioni amministrative
Wittmund si divide in 14 zone, corrispondenti all'area urbana e a 13 frazioni (Ortsteil):
- Wittmund (area urbana)
- Ardorf
- Asel
- Berdum
- Blersum
- Burhafe
- Buttforde
- Carolinensiel
- Eggelingen
- Funnix
- Hovel
- Leerhafe
- Uttel
- Willen